# Hettinger
Hettinger – miasto w Stanach Zjednoczonych, w stanie Dakota Północna, stolica hrabstwa Adams. W 2008 liczyło 1 143 mieszkańców.